# 자렐 제롬
자렐 제롬(영어: Jharrel Jerome, 1997년 10월 9일 ~ )은 미국 배우, 래퍼이다. 배리 젠킨스 감독의 드라마 영화 《문라이트》(2016)에 출연한 것으로 알려져있다. 에이바 듀버네이의 넷플릭스 미니시리즈 《그들이 우리를 바라볼 때》(2019)에서 코리 와이즈를 연기해 2019년 제71회 프라임타임 에미상 미니시리즈 · TV 영화 부문 남우주연상과 2020년 제25회 크리틱스 초이스 텔레비전상 미니 시리즈 · TV 영화 부문 남우주연상을 수상했다.

## 생애
1997년 10월 9일 뉴욕 브롱크스에서 태어났다. 8학년 때 어머니의 권유로 지역 청소년 극단인 리버데일 어린이 극단(Riverdale Children's Theatre)에 들어갔다. 그는 매일 기차를 타고 맨해튼의 피어렐로 러과디아 고등학교를 통학했다.

## 출연 작품

### 영화
- 문라이트 (2016)
- 몬스터 (2018, Monster)
- 콘크리트 카우보이 (2020)
- 스파이더맨: 어크로스 더 유니버스 (2023) - 목소리

### 텔레비전
- 미스터 메르세데스 (2017-19)
- 그들이 우리를 바라볼 때 (2019)